# Еуфросина (митологија)
Еуфросина (грч. Εὐφροσύνη) је у грчкој митологији једна од Харита, богиња доброг расположења, радости, весеља и раздраганости. Њена старија сестра је Талија, а млађа Аглаја. Харите су кћери врховног бога Зевса и Еуриноме или Еуномије, или Ереба и Никте.

## Етимологија
Еуфросинино име потиече од грчке ријечи "еуфросену", што значи „радост“. По овој богињи је назван један астероид, њој у част - 31 Евфрозина. Име се и данас користи у Грчкој.

## Карактеристике
Еуфросина је лијепа млада богиња, која се често приказује како плеше са сестрама. Такође, пријатељица је Афродите и њена помоћница. Еуфрозина и сама има пратиоца - то је Акратос, бог (демон) неразблаженог вина.

## Митологија
Харите су дужне побринути се за љепоту сваког човјека прије но што се роди. Тако Талија даје шарм и моћ уживања, Аглеја тјелесну љепоту, а Еуфросина даје унутрашњу, дакле душевну љепоту.